# Alphonse Duvernoy
Victor-Alphonse Duvernoy (30 de agosto de 1842-7 de marzo de 1907) fue un pianista y compositor francés.

## Biografía
Alphonse Duvernoy nació en París el 30 de agosto de 1842, hijo del célebre bajo-barítono Charles-François Duvernoy. Se convirtió en alumno de Antoine François Marmontel, François Bazin y Auguste Barbereau en el Conservatorio de París, donde estudió piano desde 1886. Posteriormente, hizo su carrera como virtuoso de dicho instrumento, compositor y profesor de piano en el Conservatorio de París.
Compuso óperas, un ballet, obras de música sinfónica y de cámara, así como música para pian.º Su poema sinfónico de 1880 La Tempête para solistas, coro y orquesta basado en La tempestad de William Shakespeare ganó el Grand Prix de la Ville de Paris en 1900.
Duvernoy contó con el compositor Alexander Winkler (1865-1935) y Norah Drewett de Kresz (1882-1960) entre sus alumnos. Su hermano era el cantante y pianista Edmond Duvernoy. Falleció en París el 7 de marzo de 1907, a los 64 años.

## Obras seleccionadas
Escénicas
- Sardanapale, ópera en 3 actos (1882, París, Concerts Lamoureux); libreto de Pierre Berton basado en Lord Byron
- Le Baron Frick, opereta-pasticcio in 1 acto (1885, París); libreto de Ernest Depré y Charles Clairville
- Hellé, ópera en 4 actos (1896, Opéra de Paris); libreto de Charles-Louis-Étienne Nuitter y Camille du Locle
- Bacchus, ballet en 3 actos y 5 escenas (26 de noviembre de 1902, Ópera de París); libreto de Georges Hartmann y Joseph Hansen basado en el poema de Auguste Mermet, coreografía de Joseph Hansen

Orquestal
- Hernani, obertura (1890)

Concertante
- 2 Fragments symphoniques para piano y orquesta (1876)
- Morceau de concert para piano y orquesta, Op. 20 (1877); dedicada a Mathurin Barbereau
- Scène de bal para piano y orquesta, Op. 28 (1885)
- Fantaisie symphonique para piano y orquesta (1905)

Chamber music
- Trío para piano en mi menor, Op. 11 (c.1868)
- Sonata n.º 1 para violin y piano, Op. 23 (1885)
- Sérénade para trompeta, dos violines, viola, violonchelo, contrabajo y piano Op. 24 (1906)
- Deux Morceaux para flauta y piano, Op. 41 (1898)

1. Lamento
2. Intermezzo

- Concertino para flauta y piano (u orquesta), Op. 45 (1899)
- Cuartedo de cuerda en do menor, Op. 46 (1899)
- Lied en la menor para viola y piano, Op. 47 (1901)
- Sonata n.º 2 en do menor para violin y piano, Op. 51 (1905)

Piano
- Six pièces (publicada en 1868): Romance sans paroles; Gavotte; Prélude; Poco agitato; Chanson; Étude
- Ballade, Op. 8 n.º 1 (publicada en 1872)
- Sérénade, Op. 8 n.º 2
- Queen Mab (publicada en 1872)
- Regrets (publicada en 1872)
- Le Message, Caprice (publicada en 1875)
- Cinq Pièces de genre (publicada en 1876)
- Voyage où il vous plaira, 15 Pieces, Op. 21 (publicada en 1879): En route!; Récit; Menuet; Orientale; Conversation; Allegrezza; Promenade; Ischl; Souvenir; Momente de caprice; Chanson; Un soir; Inquiétude; Kilia; Retour
- La Tempête, aires de ballet para piano a cuatro manos (1881)
- Pensée musicale, Op. 25 (1885)
- Intermède, Op. 26 (1885)
- Scherzetto, Op. 27 (1885)
- Deux Pièces, Op. 35
- Sous bois, Op. 36 (1894)
- Humoresque, Op. 42
- L'École du mécanisme, 100 Études (1903)
- Sonata en la mayor, Op. 52 (1906)

Coral
- La Tempête, poema sinfónico en 3 partes para solistas, coro y (1880); texto de Armand Silvestre y Pierre Berton basado en La tempestad de William Shakespeare
- Cléopâtre, scène lyrique para soprano, coro y orquesta (1885?); texto de Louis Gallet

Vocal
- Six Mélodies para voz y piano, Op. 7; Amour (texto de Pierre de Ronsard); La Caravane humaine (Théophile Gautier); Romance (Th. Gautier); Les Matelots (Th. Gautier); Soupirs (Sully Prudhomme); La Fuite (Th. Gautier)
- Chanson d'amour para voz y piano (1904), texto de Louis Bouilhet
- Douces larmes fpara voz y piano (1905), texto de Paul Gravollet
- Chansons de page para tenor o soprano, texto de Stéphane Bordèse